# Bezirk Feldbach
Der politische Bezirk Feldbach war ein politischer Bezirk Österreichs und lag im Südosten der Steiermark.
Er grenzte im Süden, Westen und Norden an die steirischen Bezirke Radkersburg, Leibnitz, Graz-Umgebung, Weiz und Fürstenfeld sowie im Osten an den burgenländischen Bezirk Jennersdorf.
Im Zuge der Reorganisation der steirischen Bezirkshauptmannschaften wurde der Bezirk zum 1. Jänner 2013 mit dem Bezirk Radkersburg zum Bezirk Südoststeiermark fusioniert.

## Angehörige Gemeinden
Der Bezirk Feldbach umfasste 55 Gemeinden, darunter zwei Städte und sieben Marktgemeinden.

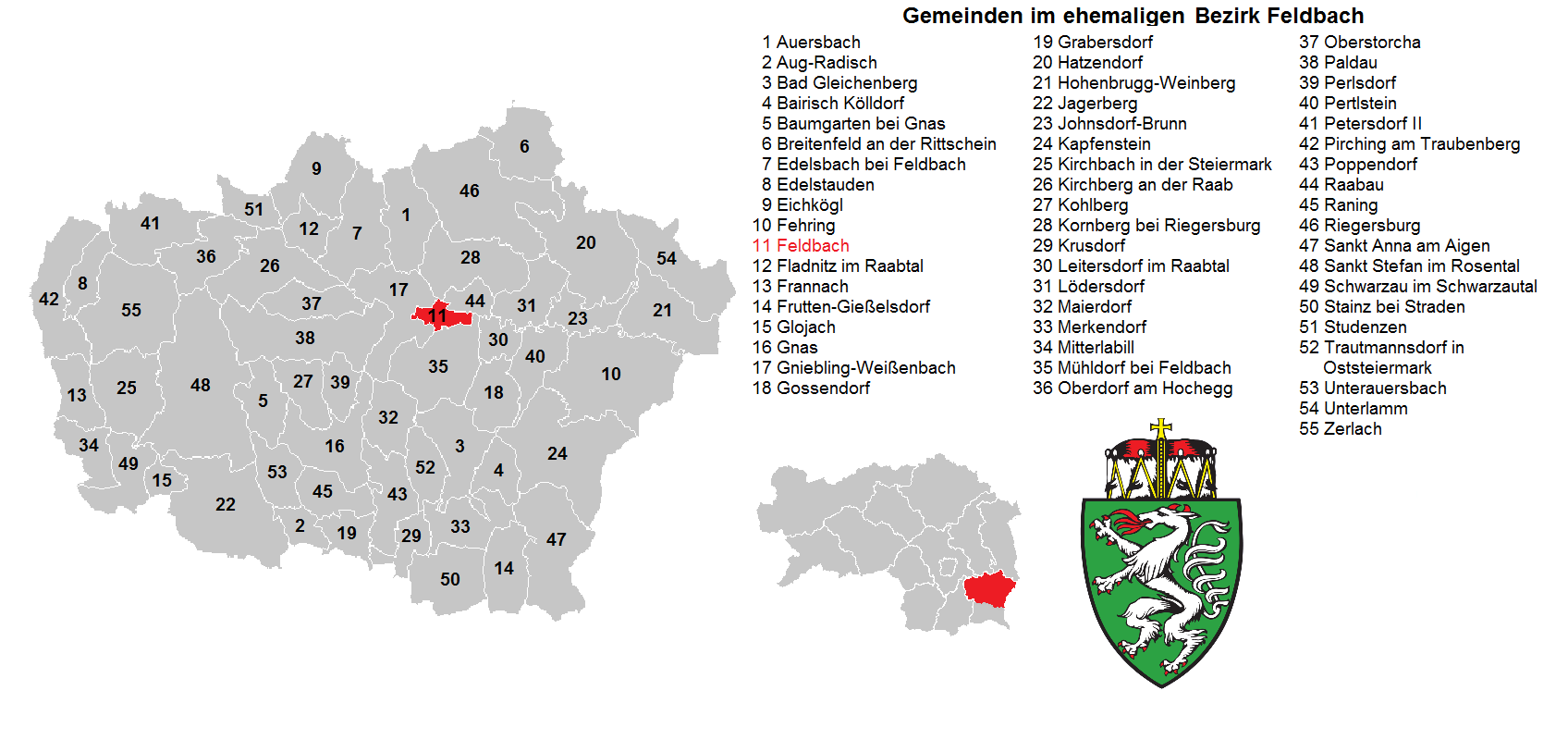